# Sichuaneses
Los sichuaneses (en chino tradicional y simplificado, 四川人; pinyin, sìchuān rén o simplemente 川人) son un subgrupo de la etnia han que habitan la actual provincia de Sichuan y la municipalidad de Chongqing.

## Historia
A partir del siglo IX a. C., los reinos de Shu (en la llanura de Chengdu) y Ba (que tuvo su primera capital en la ciudad de Enshi en la provincia de Hubei y controló parte del valle Han) surgieron como centros culturales y administrativos donde se establecieron dos reinos rivales, que fueron destruidos en 316 a. C. por el estado Qin. Después de la conquista Qin de los seis estados combatientes, el imperio recién formado llevó a cabo un reasentamiento forzado. El chino ba-shu, ahora extinto, se derivó del idioma de los colonos de la época de Qin, y representa la más antigua división documentada del chino medio.
La mayor parte del centro de Sichuan estaba habitada por el pueblo Dai, que formaba la clase de los siervos y representaba la gran mayoría de la población. Posteriormente fueron sichuanizados por completo, adoptando el idioma local. Durante las dinastías de Sui (581–618), Tang (618–907) y la época de Shu anterior (907–925) y Shu posterior (934–965), un gran número de familias de comerciantes extranjeros de Sogdia, Persia y otros países centroasiáticos emigraron a Sichuan. Está atestiguado un templo sogdiano en Chengdu.
Durante las dinastías Yuan (1271–1368) y Ming (1368–1644), la población de Sichuan, Chongqing se había reducido debido a la inmigración, la deportación y la huida de refugiados que huían de la guerra y la plaga, los colonos nuevos o los que regresaban de las actuales provincias de Hunan, Hubei, Cantón y Jiangxi, reemplazando el idioma bashu con diferentes idiomas que adoptaron de las regiones susodichas para formar un nuevo idioma estándar.

### Historia reciente
Muchos trabajadores migrantes de las zonas rurales de Sichuan han migrado a otras partes del país, donde a menudo enfrentan discriminación en el empleo, la vivienda, etcétera. Esto es debido a la política de registro de hogares de China (conocido como el hukou), y la gente del medio oeste de China enfrentan el mismo problema.

## Cultura

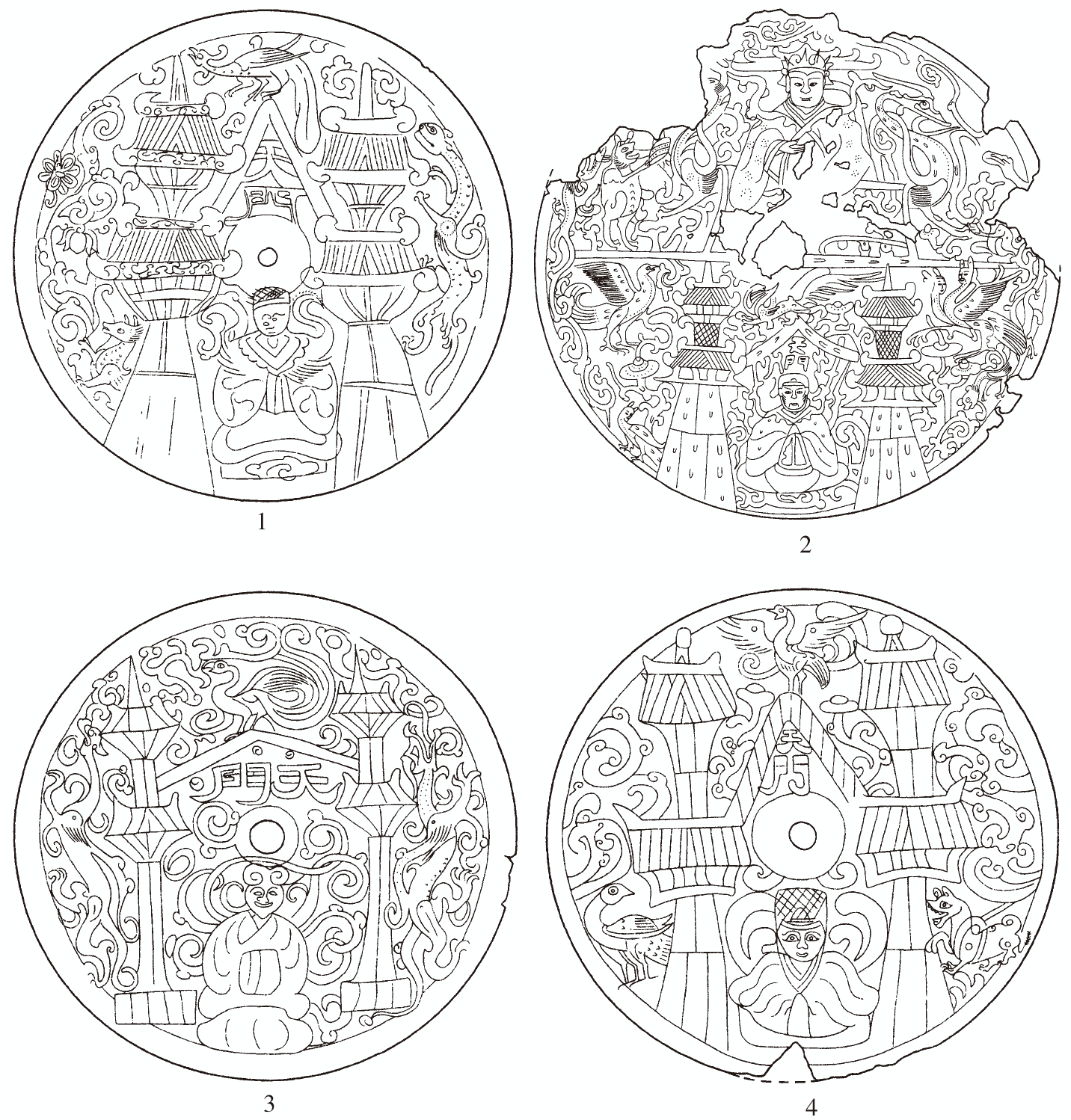
Culto a la «puerta celestial» (天門). Dibujo técnico de cuatro medallas de bronce dorado desenterradas en dos tumbas en Wushan (Chongqing), entre 25 y 220 d. C.

El culto a fuerzas y entidades sobrenaturales es una tradición establecida desde hace mucho tiempo entre los sichuaneses, cuyas raíces se remontan a la época antigua de Ba–Shu. El taoísmo jugó un papel importante desde la antigüedad tardía con el surgimiento del movimiento del Camino del Maestro Celestial. El confucianismo tenía relativamente poca influencia debido a la lejanía de Ba–Shu de la región de Zhongyuan (percibida como el lugar de nacimiento de la civilización china) y la región de Qilu (lugar de nacimiento de Confucio y centro del confucianismo). Las características culturales del pueblo sichuanés se describen en Todo sobre Sichuan como «una "biografía herética" que se desvió de la ortodoxia confuciana, un grupo cultural de espíritu libre que se opuso, despreció y subvirtió la ética confuciana y la autocracia imperial.»
El profesor Li Guotao de la Universidad Sun Yat-sen cree que el zoroastrismo era popular entre los sichuaneses durante la época de los reinos de Shu anterior (907–925) y posterior (934–965), y sostiene que Erlang Shen, una deidad también conocida como el «Señor de Sichuan», es una versión sichuanizada de la deidad sogdiana-zoroástrica Veshparkar. Sin embargo, el profesor Hou Hui afirma que Tishtrya, el dios de la lluvia y la cosecha zoroástrico, es el arquetipo de Erlang Shen.
El catolicismo se introdujo en Sichuan en 1640 y se extendió con rapidez durante el siglo XVIII. Según su obra Souvenirs d'un voyage dans la Tartarie, le Thibet et la Chine pendant les années 1844, 1845 et 1846 publicada en 1850, el lazarista francés Évariste Régis Huc descubrió que el catolicismo era más floreciente en Sichuan que en el resto de China y que sus miembros provenían de clases sociales más pudientes (véase «Iglesia católica en Sichuan»).
En cuanto a la literatura, según la investigación de Lü Zifang y Meng Wentong, el Clásico de las montañas y los mares puede ser el libro más antiguo producido en Ba–Shu. Además, el libro en cuestión fue registrado bajo la autoría del pueblo de Shu por Cao Xuequan, un comisionado de vigilancia de Sichuan del siglo XVII.